# Forêt de Mercoire
Pour les articles homonymes, voir Mercoire (homonymie).
La forêt de Mercoire est un massif forestier situé en Margeride dans le département de la Lozère et qui s'étend sur plus de 11 000 hectares.

## Géographie
Située à quelques kilomètres au sud de Langogne et à l'est de Châteauneuf-de-Randon, la forêt de Mercoire marque à l'est la limite entre les départements de la Lozère et de l'Ardèche. Son altitude varie entre 970 et 1 503 m, culminant au Moure de la Gardille, sommet sur lequel deux importantes rivières prennent leur source : l'Allier et le Chassezac. La forêt abrite en son cœur l'ancienne abbaye cistercienne de Mercoire, reconvertie en ferme.
Elle s'étend sur le territoire des sept communes suivantes :
- La Bastide-Puylaurent
- Chasseradès
- Chaudeyrac
- Cheylard-l'Évêque
- Luc
- Montbel
- Saint-Frézal-d'Albuges

## Histoire
La forêt de Mercoire fut de 1764 à 1767 le lieu où de nombreuses personnes furent victimes de la Bête du Gévaudan.

## Écologie
Elle est recensée au sein de l'INPN en tant que zone naturelle d'intérêt écologique, faunistique et floristique (ZNIEFF de type II).